# Eustach Mölzer
Eustach Mölzer (1. září 1878 Kutná Hora – 27. leden 1953 Praha) byl český odborník v oboru vodních staveb a dalších technických oborů. Byl také pražským zastupitelem a mecenášem umění.

## Mládí a studium
Eustach Mölzer se narodil v rodině Antonína a Augustiny, rozené Jägerové. Jeho otec byl zakladatelem nejstarší české továrny na výrobu varhan, která sídlila v Kutné Hoře. Vystudoval vyšší státní reálku v Kutné hoře, maturoval s vyznamenáním v roce 1896. Poté pokračoval ve studiích na Vysoké škole technické v Praze, kde studoval obor stavební inženýrství. Studium dokončil v roce 1902, také s vyznamenáním. Během studií se účastnil činnosti akademického spolku „Sázavan“ v Kutné hoře. 

## Kariéra
Eustach Mölzer byl od května 1902 zaměstnán u pražského magistrátu jako úředník-elév v oddělení vodního a mostního stavitelství. Tam spolupracoval na projektech a stavbách úpravy pražských nábřeží, nábřežních silnic a tunelů od Vyšehradského tunelu do Podolí. Práci pro pražskou obec ukončil v červnu 1903.
Od července 1903 byl zaměstnán na Ředitelství pro stavbu vodních cest c. a k. ministerstva obchodu v Praze, kde nejprve pracoval na projektu zdymadla u Mělníka. Poté pracoval na nivelaci středního Labe od Mělníka do Přelouče. Pro tuto část Labe vypracoval náročné konstrukce pohyblivých jezů. V roce 1908 mu byla udělena bronzové medaile za uspořádání expozice Ředitelství vodních cest na jubilejní výstavě Obchodní živnostenské komory pražské, kde byl také vystaven model jednoho z pohyblivých jezů, později byl pověřen projekčními pracemi na splavnění Vltavy v úseku Praha – Štěchovice.
Od roku 1910 byl pověřen stavební správou velkých rekonstrukčních prací na Labi v obvodu města Přelouče. Byl autorem generálního projektu Masarykova zdymadla na Střekově. Koncem roku 1914 byl pověřen dozorem nad stavbou smíchovského nábřeží, která probíhala podle jeho vlastního projektu. V dalších letech se zabýval splavněním Vltavy mezi Prahou a Štěchovicemi - navrhl stavbu jediného zdymadla místo původně projektovaných dvou.
V roce 1919 se zúčastnil za Československo Mírové konference v Paříži. V dalších letech byl zaměstnán na ministerstvu veřejných prací, kde vypracoval organizaci Státního ústavu hydrologického, jehož se stal později přednostou.
Byl také členem správní komise Hlavního města Prahy a od roku 1920 pracoval ve Státní regulační komisi pro Prahu a okolí (1923–1938 byl jejím předsedou). Stal se spoluzakladatelem Pražských průmyslových závodů a byl jedním ze tří zakladatelů Pražských vzorkových veletrhů. Byl členem technické komise Klubu Za starou Prahu. Byl také mecenášem českých výtvarných umělců, uspořádal např. sbírku obrazů ve prospěch Elektrických podniků. Publikoval ve Věstníku Národního technického muzea, napsal řadu odborných článků.
V roce 1939 sice odešel do důchodu, ale pracoval dále. Zabýval se především bytovými problémy. Od roku 1947 až do své smrti byl předsedou společnosti Technického muzea.

## Politická činnost
Politicky byl činný ve straně realistické, od r. 1918 ve straně národně sociální (byl členem výkonného výboru). Za tuto stranu byl roku 1919 zvolen členem zastupitelstva i rady pražské obce, byl členem správních orgánů, jmenovaných vládou pro řízení sjednocené Velké Prahy. Od roku 1923 byl opětovně volen do ústředního městského zastupitelstva i rady (byl místopředsedou zastupitelského klubu národních socialistů). Od roku 1925 byl předsedou správní rady Elektrických podniků hl. m. Prahy – vyvíjel soustavné úsilí o zlepšení jejich organizace a výkonnosti. Byl členem Masarykovy akademie práce, Slovanského ústavu, Státní rady elektrárenské i uhelné, předsedou Autoklubu RČs.

## Ocenění
Eustach Mölzer získal za svou činnost uznání doma i v cizině. Francouzská vláda mu udělila mu hodnost „Officier de l´ instruction publique“, Jugoslávské království mu propůjčilo řád sv. Sávy III. stupně, Société des Ingenieurs civils de France mu udělila čestnou plaketu.
Jeho jménem je nazván jeden z tramvajových vozů typu Škoda 15T Dopravního podniku hl. m. Prahy (podrobněji v článku Seznam pražských tramvají pojmenovaných po osobnostech).

## Rodina
11. listopadu 1903 se Eustach Mölzer na Královských Vinohradech oženil s Růženou Marií Wünderovou (* 1882) z Orlové. Měli jedinou dceru Věru, která se provdala za právníka JUDr. Jaroslava Oberthora. Mölzer jim dal postavit vilu v Dejvicích, v níž také dožil svůj život.